# Bristol Type 200
El Bristol Type 200 fue una propuesta de avión de corto alcance presentada por la Bristol Aeroplane Company en 1956. Aunque fue diseñado en respuesta a una especificación emitida por British European Airways (BEA), el Type 200 era más grande que los requisitos de la aerolínea y estaba más cerca del Boeing 727 en tamaño y alcance. El proyecto se canceló cuando BEA seleccionó en su lugar el Hawker Siddeley Trident. El Trident llegó a tener una producción de 117 unidades, mientras que el 727 la tuvo de más de 1800. Junto con el Vickers V-1000, es visto por algunos como uno de los grandes "qué hubiera pasado si..." de la aviación británica, aunque nunca pasó de la mesa de dibujo.

## Desarrollo
En 1955, BEA emitió una especificación por un avión que reemplazara a sus aviones turbohélice Vickers Viscount y Vickers Vanguard. Los requisitos de la aerolínea eran de un avión que pudiera transportar una carga útil de 100 pasajeros con un alcance de 1600 km. Además de la Bristol Aeroplane Company, De Havilland, Avro y Vickers propusieron diseños basados en las especificaciones de BEA, pero el B200 fue la única propuesta de trirreactor y ganó el concurso. Sin embargo, De Havilland atravesaba problemas después del desastre del Comet, pero al mismo tiempo Bristol tenía una carga de trabajo completa. El Gobierno británico pidió a Bristol que compartiera el trabajo del B200 con DH y, a cambio, recibió la promesa de recibir apoyo del Gobierno con su proyecto Type 188 de caza de Mach 2. Las dos empresas trabajaron juntas infelizmente durante unos seis meses y era evidente que no eran compatibles. El Gobierno solicitó más tarde a DH que formara otra empresa lo suficientemente grande como para continuar el desarrollo sin la participación de Bristol. En consecuencia, DH fundó la empresa "Airco".
Varias aerolíneas europeas y estadounidenses se interesaron por el avión y Boeing estuvo al tanto de ello.
BEA decidió entonces que, después de todo, el diseño del B200 era demasiado grande para sus necesidades y solicitó que se redujera el tamaño del avión, y esta versión más pequeña pasó a conocerse como Trident. Boeing consideró esta reducción como un error y tomó la iniciativa de desarrollar el Boeing 727 como casi una réplica del B200. La historia recuerda que BEA y DH posteriormente se dieron cuenta de que la reducción había sido un costoso error y DH se apresuró a emprender un ejercicio de "aumento" para formar los derivados Trident 2 y 3. Pero para entonces el mercado ya había sido perdido por DH y conquistado por Boeing, con grandes ventas de su 727.
El diseño del Type 200 era marginalmente más grande que las especificaciones emitidas por BEA. Esto reflejaba la opinión de Archibald Russell (diseñador jefe en Bristol) y su equipo, que creían que un avión más grande tenía un mayor potencial en el mercado internacional. El Type 200 estaba próximo al Boeing 727 en tamaño y alcance. El proyecto atrajo el interés de varias aerolíneas europeas y estadounidenses, incluida Pan Am, que invitó a miembros de alto rango del equipo de diseño a una reunión en los Estados Unidos. Bajo la presión del Gobierno británico para fusionarse con otras compañías aeroespaciales, Bristol colaboró con Hawker Siddeley en el Type 200, pero finalmente en 1958 BEA seleccionó el Trident y el Type 200 fue cancelado.

## Diseño
El diseño tenía tres motores montados en la parte trasera del fuselaje, uno a cada lado y otro en el empenaje. El empenaje tenía forma de T para mantener el estabilizador horizontal por encima del motor central. El Type 200 fue el primer diseño en tener esta configuración de trirreactor con cola en T, que luego se utilizó con éxito en varios aviones (ver Boeing 727, Hawker Siddeley Trident, Túpolev Tu-154).
Se especuló sobre varios motores que podrían haber sido utilizados en el avión, incluido el turborreactor Bristol Orpheus, el Bristol Olympus, el Rolls-Royce RB.140/RB.141 (Medway)   o incluso el J57 de Pratt & Whitney.

### Desarrollo adicional
Bristol desarrolló varios otros conceptos basados en el Type 200, ninguno de los cuales llegó a construirse. El Type 201 era una versión de largo alcance del avión, propuesta para BOAC en 1956. El Type 205 era una versión de corto alcance con cuatro motores montados en la parte trasera del fuselaje, similar al Vickers VC10. El Type 200 y sus desarrollos relacionados se utilizaron posteriormente para contribuir al diseño del BAC 1-11 (junto con el diseño del Hunting 107).

## Especificaciones
Referencia datos: Flight International 1958 

### Características generales
- Tripulación: Dos-tres
- Capacidad: 100 pasajeros/9525 kg de carga
- Longitud: 37 m (121,5 ft)
- Envergadura: 28 m (91,9 ft)
- Peso máximo al despegue: 54 431 kg (119 965,9 lb)
- Planta motriz: 3× turborreactor Bristol Orpheus.
  - Empuje normal: 21 kN (2141 kgf; 4721 lbf) [5] de empuje cada uno.
- Motores alternativos: Bristol Olympus,[4] Rolls-Royce RB.140,[5] Pratt & Whitney J57[4]

### Rendimiento
- Velocidad crucero (Vc): 970 km/h (603 MPH; 524 kt)
- Alcance: 2700 km (1458 nmi; 1678 mi)
- Techo de vuelo: 18 000 m (59 055 ft)

## Aeronaves relacionadas

### Aeronaves similares
- Boeing 2707
- Lockheed L-2000
- Túpolev Tu-144

### Secuencias de designación
- Secuencia Numérica (interna de Bristol): ← 192 - 193 - 198 - 200 - 213 - 223